# Reinhardtia elegans
Reinhardtia elegans är en enhjärtbladig växtart som beskrevs av Frederik Michael Liebmann. Reinhardtia elegans ingår i släktet Reinhardtia och familjen Arecaceae. Inga underarter finns listade i Catalogue of Life.